# Топонимия Ненецкого автономного округа
Топонимия Ненецкого автономного округа — совокупность географических названий, включающая наименования природных и культурных объектов на территории Ненецкого автономного округа.
Образован 15 июля 1929 года как Ненецкий округ в составе Северного края. В 1930 году получил название Ненецкий национальный округ. После принятия Конституции СССР, в соответствии со статьёй 22 Конституции 5 декабря 1936 года Северный край был упразднён, а на его территории образованы Северная область и Коми АССР. 23 сентября 1937 года постановлением ЦИК СССР «О разделении Северной области на Вологодскую и Архангельскую области» Северная область была упразднена. Таким образом Ненецкий национальный округ вошел в состав Архангельской области. По Конституции СССР 1977 года национальные округа были переименованы в автономные, и округ получил название «Ненецкий автономный округ». В 1993 году Ненецкий автономный округ в соответствии с конституцией Российской Федерации получил статус субъекта федерации.
Постановлением ВЦИК от 2 марта 1932 года административный центр Ненецкого национального округа был перенесён из села Тельвисочного в рабочий посёлок Нарьян-Мар.

## История формирования и состав топонимии
По состоянию на 15 декабря 2022 года, в Государственный каталог географических названий РФ внесено 6598 географических названий объектов, расположенных на территории Ненецкого автономного округа, в том числе 43 наименования населённых пунктов.
Формирование топонимии региона обусловлено историей его заселения, в связи с этим топонимисты выделяют в топонимии региона по крайней мере два исторически сложившихся пласта: массив топонимов ненецкого происхождения (главным образом гидронимов и оронимов) и массив славянских (главным образом русских топонимов), распределение которых по территории региона неравномерно. По оценке Ю. Н. Квашнина, в западной части округа, от Канинского полуострова до устья Печоры, ненецкие топонимы в основном были вытеснены русскими названиями (озера Савины, мыс Микулкин), или даны в прямом переводе с ненецкого языка (гора Лисья, река Рыбная, озеро Щучье), или записаны с русскими окончаниями (сопка Хальмерская). В Большеземельской тундре, от Печоры до Урала ненецкие топонимы соседствуют не только с русскими, но и с топонимами коми, иногда составляя двуязычное название (ручей Хальмершор: «хальмер» — ненецкое «покойник», «шор» — коми «ручей»); гора Ябтомыльк: «ябто» — ненецкое «гусь», «мыльк» — коми «холм»; река Сядэйю: сядэй — ненецкое «идол», «ю» — коми «река» и др.).
Наряду с формированием славянско-русского пласта топонимии региона (особенно формирование ойконимов в ходе освоения и заселения территории русскими) во второй половине XX века в регионе имело место исчезновение ряда населённых пунктов. Так, после Великой Отечественной войны, в ходе перевода кочевого населения региона на оседлость, началось укрупнение оленеводческих колхозов. Жители небольших деревень, объявленных «неперспективными», должны были съезжаться в более крупные центры. В результате в 1950—1970-х годах оказались заброшенными и прекратили своё существование населённые пункты Красная Печора, Носовая, Юшино, Верхняя Каменка, Просундуй, Три-Бугры, Тобседа, Хоседа-Хард, Шапкино, Голубковка, Сопка, Бедовое, Никитцы и другие. В 1962 году был окончательно покинут населением Пустозерск — первый русский город за Полярным кругом. При этом активно застраивались оседлые базы колхозов, такие как Красное, Нельмин-Нос, Харута, Каратайка, Усть-Кара, Хонгурей, Бугрино.

### Гидронимы
Территория региона омывается на западе Белого, Баренцева, Печорского и Карского морей, образующими многочисленные заливы — губы: Мезенскую, Чёшскую, Колоколковскую, Печорскую, Хайпудырскую и другие.

#### Пелаго́нимы (названия морей)
- Баренцево море получило своё название в 1853 году в честь голландского морехода Виллема Баренца, до этого момента моряки и картографы называли это море Северным, Сиверским, Московским, Русским, Ледовитым, Печорским и чаще всего — Мурманским[6].
- Белое море до XVII века именовали Студёное, Соловецкое, Северное, Спокойное, Белый залив. В скандинавской мифологии Белое море было известно под названием «Гандвик», а также как «Залив змей (Bay of Serpents)» из-за изогнутой береговой линии[7].
- Карское море в древности именовали «Новое Северное», «Татарское», «Скифское», а также «Нарзямское» и «Мангазейское». Последние два названия использовали русские поморы, плававшие здесь в XV—XVII веках. Название «Нарзямское» происходит от названия небольшой ямальской реки, «Мангазейское» — от названия ненецкого племени, жившего в районе Обской губы. В XVIII веке Карским заливом стали называть современную Байдарацкую губу, и лишь после экспедиции 
А.Норденшёльда, уточнившей восточные границы моря, его стали обозначать на картах под названием «Карское»[8].

- Печорское море получило название от гидронима Печоры (см. ниже) — самой крупной реки, впадающей в него.

#### Потамо́нимы (названия рек)
- Печора — о происхождении потамонима имеются различные точки зрения. Согласно одной, происходит от названия племени печора, издавна обитавшего в этих краях; по оценке М.Фасмера, река была названа так из-за обилия пещер в своем нижнем течении[9].

Потамо́нимы притоков Печоры:
- Сула — происхождение славянское, по оценке М.Фасмера, его можно сравнить с норвежским soyla — «ил», «топь» и шведским saula — «грязь»[10],
- Шапкина (ненецк. Пильворъяга — «очень, весьма глубокая река») — по оценке А.Шренка, вероятно, получила название от озера того же имени, то есть Пилворто или Шапкино (таково его название на русских картах)[11],
- Лая — происхождение не установлено,
- Адзьва (ненецк. Хирмор, Хырмор) — от коми «адз» — «пойма (реки)», «ва» — «вода, река», таким образом — «луговая, пойменная река»[12].

Потамонимы других крупных рек региона:
- Волонга — великая, многоводная, богатая река, имеющая волок (выход) в другие места, водоемы.[13]
- Индига — в переводе с ненецкого языка — «река туманов»[14], хотя существует точка зрения, что восходит к санскритскому «инду» — «капля»[15]
- Море-Ю — ненецкое название Хайпудыра, от «хейвид педеры» («страшный лес» — так называется урочище в верховьях реки, служившее кладбищем для кочевых ненцев и, по преданиям, населенное злыми духами)[16].
- Коротаиха — в переводе с ненецкого языка — «извилистая река».
- Кара — по оценке М.Фасмера, от вепсского «kar» (множественное число «karad») — «залив, дыра»[17].

О происхождении и значении потамонимов Вижас, Ома, Снопа, Пёша, а также потамонимах средних и малых рек достоверных сведений не имеется.

### Инсулонимы
Регион включает острова Колгуев и Вайгач. О происхождении инсулонима «Колгуев» существуют разные версии. Согласно одной из них, название острову дали поморы в честь рыбака Ивана Калгова, пропавшего без вести в водах, омывающих остров, по другой версии, название острова произошло от древнефиннского слова «коллагуе», что переводится как «трехугольник» или «трехугольный».
Инсулоним «Вайгач» происходит от ненецкого «Вай Хабць», что означает «остров страшной гибели» или же «земля смерти».

### Ойконимы

#### Нарьян-Мар
- Нарьян-Мар — название от ненецкого «Няръяна мар», что означает «Красный город». Ещё до основания рабочего посёлка, 10 марта 1931 года Ненецкий окрисполком вынес на обсуждении вопрос о переименовании поселка «Белощелье». Каждый мог предложить своё название для будущей столицы Ненецкого округа. Были предложены следующие варианты: Вынгы Мард (Тундровый город), Едэй Мард (Новый город), Ненэцк, Ленинск, Печорск, Полярный, Оленный. Комиссия по топонимике остановилась на «революционном» имени Нарьян-Мард[21][22]. 18 декабря 1931 года президиум Ненецкого окрисполкома принял постановление о том, что ввиду несоответствия пониманию вытекающего из слова «Мард» наименование рабочего посёлка следует писать «Нарьян-Мар»[23]. Рабочий посёлок Нарьян-Мард (Красный город), объединил территории и население посёлка лесозавода (носившего с 1930 по 1937 год имя Ф. Э. Дзержинского, Белощелья, посёлков Калюш, Карманово (Городецкого), Носово (Качгорт) и деревни Ёкуша. Этимология населённых пунктов, вошедших в состав Нарьян-Мара:
- «Белощелье» — означает белый берег («щель, ще́лье, щельё» — каменный, гладкий, пологий берег)[24];
- «Карманово» и «Носово» были названы так по фамилиям первопоселенцев. Карманово в 1930-х годах было переименовано в посёлок Городецкий (от гидронима Городецкий шар), а Носово переименовано в Качгорт — «место, где обитают сороки»[25](«катша» — сорока, «горт» — дом[26]);
- «Ёкуш» в переводе с коми означает «окунь»[27].

#### Заполярный район
- Заполярный район (по местонахождению — за полярным кругом) — образован в 2005 году в рамках реформы местного самоуправления.
- Посёлок Искателей — существует как поселок геологоразведчиков с 1968 года, название Искателей получил 20 марта 1974 года[28].
- Название посёлка Амдерма — в переводе с ненецкого языка означает «лежбище моржей»[29].
- В отношении ойконима Андег существуют различные версии. По оценке краеведа А.Тунгусова, возможно, что это русифицированное ненецкое слово «нганды» — в переводе «маленькая нельма»[30], по версии У. А. Истоминой, название произошло от возгласа «Андели, осподни!», который якобы произнёс заезжий путешественник, удивившись количеству рыбы в посёлке. Слово «андел» (ангел) трансформировалось в «Андег»[31].
- Ойконим Великовисочное происходит от гидронима Великая Виска. Гидроним «виска» («вис», «виск») — речка между озёрами, проток из озера в реку; речка, берущая начало из озера и болота (озёрная речка) и впадающая в реку, море[32]. По мнению В. Лучика, значение праславянского корня «вис» можно трактовать как «разливаться», «течь» (родственно с гидронимами Висла и Висунь)[33].
- Название села Несь происходит от гидронима Несь, значение которого не установлено[18].
- Название посёлка Харута в переводе с ненецкого языка — лиственничная река[34].
- Название посёлка Хорей-Вер в переводе с ненецкого языка — прямой лес[35].
- Название посёлка Хонгурей в переводе с ненецкого языка — нагромождение, место, где растет много берез. (Слово «Хо» — обозначает береза, а «Нгурей» — нагромождение).[36].

### Оронимы
Рельеф региона в основном равнинный, выделяются древний Тиманский кряж и хребет Пай-Хой. Ороним «Тиманский кряж» восходит к названию «Таманский Камень», которым местное население именовало небольшую гряду близ Чёшской губы. В 1840-х годах русский геолог А. А. Кайзерлинг использовал название этой гряды для образования названия «Тиманский кряж», относящегося ко всей возвышенности, простирающейся от Баренцева моря до истоков Вычегды.
Происхождение оронима «Пай-Хой», согласно точке зрения А. К. Матвеева, восходит к ненецким «пэ» — «камень», «скала», «хой» — «гора», «хребет», следовательно, Пай-Хой в переводе на русский значит «Каменный хребет».